# São Paulo Challenger de Tênis 2013
Il São Paulo Challenger de Tênis 2013 è stato un torneo di tennis giocato sul cemento. È stata la 1ª edizione del torneo maschile fa parte della categoria ATP Challenger Tour nell'ambito dell'ATP Challenger Tour 2013 e la 1ªdi quello femminile che fa parte della categoria ITF Women's Circuit nell'ambito dell'ITF Women's Circuit 2013. Sia il torneo maschile che quello femminile si sono giocati San Paolo in Brasile dal 30 luglio al 4 agosto 2013 su campi in terra rossa.

## Partecipanti singolare

### Teste di serie
| Nazionalità | Giocatore          | Ranking* | Testa di serie |
| ----------- | ------------------ | -------- | -------------- |
| Brasile     | João Souza         | 122      | 1              |
| Cile        | Paul Capdeville    | 142      | 2              |
| Colombia    | Alejandro González | 160      | 3              |
| Argentina   | Guido Andreozzi    | 177      | 4              |
| Brasile     | Guilherme Clezar   | 216      | 5              |
| Brasile     | Fabiano de Paula   | 222      | 6              |
| Argentina   | Agustín Velotti    | 229      | 7              |
| Argentina   | Marco Trungelliti  | 266      | 8              |

- Ranking al 22 luglio 2013.

### Altri partecipanti
Giocatori che hanno ricevuto una wild card:
- Marcelo Demoliner
- Tiago Fernandes
- Fernando Romboli
- Carlos Eduardo Severino

Giocatori che sono passati dalle qualificazioni:
- Cristian Garín
- Christian Lindell
- Alexandre Schnitman
- Bruno Semenzato
- Marcelo Tebet Filho (lucky loser)

Giocatori che hanno ricevuto un entry come alternate:
- Gonzalo Lama
- Tiago Lopes

Giocatori che hanno ricevuto un entry con un protected ranking:
- Eduardo Schwank

## Partecipanti WTA

### Teste di serie
| Nazionalità | Giocatore         | Ranking* | Testa di serie |
| ----------- | ----------------- | -------- | -------------- |
| Cile        | Fernanda Brito    | 380      | 1              |
| Argentina   | Carolina Zeballos | 404      | 2              |
| Brasile     | Laura Pigossi     | 417      | 3              |
| Brasile     | Ana Clara Duarte  | 438      | 4              |
| Brasile     | Gabriela Cé       | 444      | 5              |
| Argentina   | Andrea Benítez    | 452      | 6              |
| Brasile     | Eduarda Piai      | 445      | 7              |
| Argentina   | Victoria Bosio    | 502      | 8              |

- Ranking al 22 luglio 2013.

### Altre partecipanti
Le seguenti giocatrici hanno ricevuto una wild card per il tabellone principale:
- Suellen Abel
- Maria Vitória Beirão
- Leticia Nayara Moura Monteiro
- María Silva

Le seguenti giocatrici sono passate dalle qualificazioni:
- Marcela Alves Pereira Valle
- Carla Bruzzesi Avella
- Juliana Rocha Cardoso
- Gabriela Ferreira Sanabria
- Leticia Garcia Vidal
- Barbara Gueno
- Barbara Oliveira
- Luisa Stefani
- Marcela Guimarães Bueno (lucky loser)

## Vincitori

### Singolare maschile
Alejandro González ha battuto in finale  Eduardo Schwank con il punteggio di 6–2, 6–3.

### Doppio maschile
Fernando Romboli /  Eduardo Schwank hanno battuto in finale  Nicolás Barrientos /  Marcelo Arévalo con il punteggio di 6(6)–7, 6–4, [10–8].

### Singolare femminile
Bianca Botto ha battuto in finale  Gabriela Cé con il punteggio di 7–6(2), 5–7, 6–2.

### Doppio femminile
Laura Pigossi /  Carolina Zeballos hanno battuto in finale  Nathalia Rossi /  Luisa Stefani con il punteggio di 6–3, 6–4.